# Koto Dian (Keliling Danau)
Koto Dian is een bestuurslaag in het regentschap Kerinci van de provincie Jambi, Indonesië. Koto Dian telt 1047 inwoners (volkstelling 2010).